# Athlone
Athlone (/æθˈloʊn/; irlandeză: orașul de la vadul lui Luan) este un oraș la granița dintre comitatul Roscommon și comitatul Westmeath, Irlanda. Este situat pe râul Shannon, lângă malul sudic al Lough Ree. Este al doilea cel mai populat oraș din regiunea Midlands, cu o populație de 22.869 de locuitori la recensământul din 2022.
Cea mai mare parte a orașului se află pe malul de est al râului, în townland-ul cu același nume; cu toate acestea, prin condițiile Actului de administrație locală din 1898, șase townland-uri (o mică diviziune geografică în Irlanda, de 40-200 ha) de pe malul de vest al Shannon, anterior în comitatul Roscommon, au fost încorporate în oraș și, prin urmare, în comitatul Westmeath.
Situat la circa 100 km vest de Dublin, Athlone este aproape de centrul geografic al Irlandei, care se află la 8,85 km nord-nord-vest de oraș, în zona Carnagh East din comitatul Roscommon.

## Personalități născute aici
- Stefan Molyneux (n. 1966), blogger și vlogger canadian.